# Lourdios-Ichère
Lourdios-Ichère é uma comuna francesa na região administrativa da Nova Aquitânia, no departamento dos Pirenéus Atlânticos. Estende-se por uma área de 15,91 km². Em 2010 a comuna tinha 147 habitantes (densidade: 9,2 hab./km²).